# Digitaria diagonalis
Digitaria diagonalis là một loài thực vật có hoa trong họ Hòa thảo. Loài này được (Nees) Stapf mô tả khoa học đầu tiên năm 1898.